# Rançonnières
Rançonnières é uma comuna francesa na região administrativa de Grande Leste, no departamento de Haute-Marne. Estende-se por uma área de 8,35 km². Em 2010 a comuna tinha 110 habitantes (densidade: 13,2 hab./km²).